# تپه و گورستان درنه
تپه و قبرستان درنه مربوط به دوران‌های تاریخی پس از اسلام است و در شهرستان ثلاث باباجانی، بخش مرکزی، روستای درنه واقع شده و این اثر در تاریخ ۴ خرداد ۱۳۸۴ با شمارهٔ ثبت ۱۱۸۰۲ به‌عنوان یکی از آثار ملی ایران به ثبت رسیده است. روستای محل این قبرستان به نام درنه بوده که در بین مردم محلی آن به نام درنه شار (شهر درنه) معروف است. روستا در ارتفاعات دول دره شهرستان ثلاث باباجانی واقع شده است.